# Calvin Klein (styliste)
« Calvin Klein » redirige ici. Pour les autres significations, voir Calvin Klein (homonymie).
Calvin Klein, né le 19 novembre 1942 à New York (États-Unis), est un entrepreneur et styliste américain, figure emblématique du prêt-à-porter américain avec une mode inspirée du sportswear (exemple : boxer, etc.) et de la mode minimaliste avec sa marque Calvin Klein. Il est plus particulièrement remarqué dans les années 1980 à 1990 avec des campagnes de publicité ayant marqué l'histoire de la mode.

## Biographie

### Jeunesse et formation
Calvin Richard Klein est le fils d'immigrés juifs hongrois vivant dans le Bronx, à New York. Il habite le même quartier que Ralph Lauren, de trois ans son aîné. Les deux garçons se connaissent alors seulement de vue. Ils se soutiendront par la suite dans leurs carrières respectives.   
Calvin Klein est ouvertement bisexuel. Divorcé d'une photographe, Kelly Klein, il a une fille. Il a entretenu une relation avec un jeune aspirant mannequin, Nick Gruber, qui ne se définit pas non plus comme homosexuel.

### Début dans la mode
Calvin Klein a été initié au dessin et à la couture dès son plus jeune âge. Après avoir suivi des cours au Fashion Institute of Technology de New York et obtenu son diplôme en 1962, il travaille durant cinq ans auprès de différents créateurs notamment pour le créateur Dan Millstein pour lequel il conçoit des tailleurs et robes. Il devient le protégé du baron français Nicolas de Gunzburg, qui l'introduit dans le milieu de la mode.  
En 1968, il fonde la société Calvin Klein Limited, spécialisée dans les manteaux, à New York, avec son ami d’enfance Barry Schwartz qui apporte un capital initial de 10000 dollars. Un an après, en 1969, les créations du styliste font la couverture du magazine américain Vogue. Le succès est rapide : son style, souvent perçu comme un mélange de simplicité, élégance et de modernité, attire l’attention des professionnels de la mode. 
Calvin Klein se fait un nom quelques années plus tard pour ses créations de sous-vêtements et en faisant défiler des mannequins en slip. Ce sont ensuite ses pantalons en jeans qui font fureur au tournant des années 80. 
Dès lors, la liste des créations ne cesse de s'allonger puisque la maison commence peu à peu à produire des vêtements, des parfums et même des montres. Des stars comme Kate Moss, Mark Wahlberg ou, plus récemment, Natalia Vodianova et Scarlett Johansson contribuent à promouvoir son image à travers des campagnes de publicité réputées pour leur côté provocant. 
En 1992, l'entreprise de Calvin Klein est menacée de banqueroute, ce qui n'empêche pas le créateur d'être nommé meilleur designer américain un an plus tard. Acquise par le groupe Philips-Van Heusen Corporation en 2002, la maison continue de créer des modèles qui s'inscrivent dans la lignée de ceux du styliste.

## La société Calvin Klein Incorporation

### Quatre produits emblématiques
Le parfum unisexe CK One est le plus vendu dans le monde : plus de 15 millions de flacons ont été écoulés en 1996 par le licencié Unilever. L'Europe totalise 40 % des ventes de parfums Calvin Klein. Pour la marque, la France est le troisième marché de l'Union européenne. Calvin Klein, neuvième plus gros vendeur de parfums en France, est la seule société d'origine américaine à figurer dans le top 10 français. 
La lingerie/sous-vêtements représente 100 millions de dollars de chiffre d'affaires. En 1996, les soutiens-gorge transparents couleur chair se sont taillé la vedette : 487 000 exemplaires. 
Plus de 2 millions de paires de lunettes ont été vendues en 1996. La ligne CK Sun a été lancée en février 1997.
Les jeans représentent 700 millions de dollars de chiffre d'affaires en 1996 rien que sur la zone Amériques. Calvin Klein a été le premier couturier à voir un de ses jeans photographié dans Vogue, en 1978.

### Retrait progressif / rôle actuel (post-vente de l’entreprise)
Calvin Klein vend en 2002 son entreprise au groupe de textile américain Phillips-Van Heusen Corporation. Depuis 2003, il n'est plus responsable du design des collections. La société Calvin Klein est considérée aujourd’hui comme une des marques de mode les plus riches au monde.

### Stratégies publicitaires (campagnes marquantes)
Les campagnes publicitaires de la marque étaient connues pour leurs slogans inoubliables tels que : « Do you know what comes between me and my Calvins? Nothing. »

## Distinctions
- 1999 : prix du meilleur vêtement masculin
- 2001 : prix Geoffrey Beene, par le Conseil des créateurs de mode américains.